# Eric Oelschlägel
Eric Oelschlägel (Hoyerswerda, 20 september 1995) is een Duitse voetballer die als doelman voor FC Emmen speelt.

## Clubcarrière

### Jeugd
Oelschlägel speelde in de jeugd van Dynamo Dresden, SG Dresden Striesen en wederom Dynamo Dresden voordat hij in 2012 transfervrij naar de jeugdopleiding van Werder Bremen vertrok.

### Werder Bremen
Bij Werder Bremen kwam hij terecht in Werder Bremen Onder 19, waarna hij in 2014 definitief aansloot bij Werder Bremen II. In het seizoen 2014/15 zat Oelschlägel in totaal zeven keer bij de wedstrijdselectie van Werder Bremen II, waarbij hij op 16 november 2014 zijn debuut maakte in de met 0–4 gewonnen uitwedstrijd tegen FT Braunschweig. Daarmee had hij een aandeel in het kampioenschap wat Werder Bremen II dat jaar in de Regionalliga Nord wist te behalen. 
In het seizoen 2015/16 stond hij eind juli direct in de basis in de eerste wedstrijd in de 3. Liga. Vervolgens was hij door een ingescheurde syndesmoseband tot eind oktober uitgeschakeld en miste hij dertien wedstrijden. Daarna keerde hij op een zestal wedstrijden na weer volledig terug als basisspeler. In datzelfde seizoen zat hij op 24 januari 2016 eenmalig bij de selectie van het eerste elftal van Werder Bremen. Tot een debuut in dit elftal kwam het nooit.
Bij de aanvang van het seizoen 2016/17 speelde hij met Duitsland mee op de Olympische Zomerspelen van 2016. Vervolgens speelde hij diverse wedstrijden voor Werder Bremen II, waarna hij in maart 2017 zijn ellepijp brak en de rest van het seizoen was uitgeschakeld. Na zijn terugkeer speelde hij in het seizoen 2017/18 op twee wedstrijden na het volledige seizoen voor Werder Bremen II.

### Borussia Dortmund
In de zomer van 2018 vertrok Oelschlägel transfervrij naar Borussia Dortmund. Daar sloot hij aan bij Borussia Dortmund II, waar hij op 26 augustus 2018 zijn debuut maakte in een met 1–0 verloren uitwedstrijd tegen SC Wiedenbrück. 
Op 10 en 24 november 2018 zat Oelschagel voor het eerst bij de selectie van het eerste elftal van Borussia Dortmund. Zijn daadwerkelijke debuut voor het eerste elftal volgde op 5 februari 2019, in een na strafschoppen verloren wedstrijd tegen Werder Bremen voor de DFB-Pokal. In totaal zat hij daarna nog zo'n acht keer bij de wedstrijdselectie, verdeeld over wedstrijden in de Bundesliga, UEFA Champions League, DFB-Pokal en DFL-Supercup. 

### FC Utrecht
Na zijn transfervrije vertrek bij Borussia Dortmund tekende Oelschlägel begin oktober 2020 een contract voor het restant van dat seizoen bij FC Utrecht. Daarbij werd hij gehaald als extra toevoeging aan de toenmalige keepersselectie met Maarten Paes (toen 22 jaar), Thijmen Nijhuis (uit eigen jeugd en toen 22 jaar) en Joey Houweling (uit eigen jeugd en toen 18 jaar), maar ook gezien de blessure van doelman Fabian de Keijzer (uit eigen jeugd en toen 18 jaar).
Nadat Oelschlägel na zijn komst bij iedere wedstrijd van het eerste elftal van FC Utrecht bij de wedstrijdselectie zat, maakte hij op 14 november 2020 in Jong FC Utrecht zijn debuut tegen Jong PSV. Op 16 december 2020 volgde in de KNVB Beker wedstrijd tegen Ajax zijn debuut voor het eerste elftal, nadat eerste keeper Maarten Paes geblesseerd uit was gevallen na een botsing met Django Warmerdam (veroorzaakt door Ajax-speler Antony). Vervolgens kreeg Oelschlägel in het restant van de competitie en de daarop volgende play-offs voor Europees voetbal de voorkeur boven Thijmen Nijhuis, die aan het begin van het seizoen al wel wedstrijden als eerste keeper had gespeeld. In de tussentijd werd in april 2021 zijn contract verlengd tot aan de zomer van 2022, inclusief een optie voor een extra seizoen.
Bij de aanvang van het seizoen 2021/22 werd bekend dat Oelschlägel wederom genoegen moest nemen met een reserverol. Eerst achter Maarten Paes en vervolgens achter Fabian de Keijzer. Hierdoor vertrok Maarten Paes in de winterse transferperiode naar FC Dallas. In de loop van het seizoen werd duidelijk dat ook Oelschlägel hoogstwaarschijnlijk bij FC Utrecht zou gaan vertrekken. Toen Fabian de Keijzer in mei voor langere tijd geblesseerd raakte, stond Oelschlägel vanaf dat moment tijdens de eindfase van de competitie en twee play-offs wedstrijden onder de lat. Ondanks dat zou de samenwerking tussen Oelschlägel en FC Utrecht geen vervolg krijgen.

### FC Emmen
Op 15 juli 2022 werd bekend dat de transfervrije Oelschlägel een contract voor twee seizoenen bij FC Emmen zou ondertekenen. Daarbij was een optie voor één extra seizoen opgenomen.

## Clubstatistieken

### Beloften
| Seizoen                    | Club                 | Competitie        | Competitie | Competitie |
| Seizoen                    | Club                 | Competitie        | Wed.       | Dlp.       |
| -------------------------- | -------------------- | ----------------- | ---------- | ---------- |
| 2014/15                    | Werder Bremen II     | Regionalliga Nord | 1          | 0          |
| 2015/16                    | Werder Bremen II     | 3. Liga           | 19         | 0          |
| 2016/17                    | Werder Bremen II     | 3. Liga           | 12         | 0          |
| 2017/18                    | Werder Bremen II     | 3. Liga           | 36         | 0          |
| 2018/19                    | Borussia Dortmund II | Regionalliga West | 28         | 0          |
| 2019/20                    | Borussia Dortmund II | Regionalliga West | 15         | 0          |
| 2020/21                    | Jong FC Utrecht      | Eerste divisie    | 1          | 0          |
| 2021/22                    | Jong FC Utrecht      | Eerste divisie    | 1          | 0          |
| Carrière totaal            | Carrière totaal      | Carrière totaal   | 113        | 0          |
| Bijgewerkt op 16 juli 2022 |                      |                   |            |            |

### Senioren
| Seizoen                    | Club              | Competitie      | Competitie | Competitie | Beker | Beker | Internationaal | Internationaal | Overig | Overig | Totaal | Totaal |
| Seizoen                    | Club              | Competitie      | Wed.       | Dlp.       | Wed.  | Dlp.  | Wed.           | Dlp.           | Wed.   | Dlp.   | Wed.   | Dlp.   |
| -------------------------- | ----------------- | --------------- | ---------- | ---------- | ----- | ----- | -------------- | -------------- | ------ | ------ | ------ | ------ |
| 2018/19                    | Borussia Dortmund | Bundesliga      | 0          | 0          | 1     | 0     | 0              | 0              | 0      | 0      | 1      | 0      |
| 2019/20                    | FC Utrecht        | Eredivisie      | 23         | 0          | 1     | 0     | 0              | 0              | 2      | 0      | 26     | 0      |
| 2020/21                    | FC Utrecht        | Eredivisie      | 4          | 0          | 0     | 0     | 0              | 0              | 2      | 0      | 6      | 0      |
| 2021/22                    | FC Emmen          | Eredivisie      | 9          | 0          | 0     | 0     | 0              | 0              | 0      | 0      | 9      | 0      |
| Carrière totaal            | Carrière totaal   | Carrière totaal | 36         | 0          | 2     | 0     | 0              | 0              | 4      | 0      | 42     | 0      |
| Bijgewerkt op 16 juli 2022 |                   |                 |            |            |       |       |                |                |        |        |        |        |

## Interlandcarrière
Bij de Olympische Zomerspelen van 2016 in Rio de Janeiro ging Oelschlägel mee als derde keeper van Duitsland –23. Tijdens de finale tegen Brazilië zat hij als tweede keeper op de reservebank. De wedstrijd werd na strafschoppen verloren. Voor het behalen van de twee plaats kreeg Oelschlägel samen met zijn teamgenoten de onderscheiding Silbernes Lorbeerblatt uitgereikt.

## Erelijst
| Competitie        |                  |                  |                  |                  |
| Competitie        | Aantal           | Jaren            |                  |                  |
| Werder Bremen II  | Werder Bremen II | Werder Bremen II | Werder Bremen II | Werder Bremen II |
| ----------------- | ---------------- | ---------------- | ---------------- | ---------------- |
| Regionalliga Nord | 1x               | 2014/15          |                  |                  |
| Borussia Dortmund |                  |                  |                  |                  |
| DFL-Supercup      | 1x               | 2019/20          |                  |                  |